# 丹妮·罗奇
丹妮·罗奇（英語：Danni Roche，1970年5月25日—），来自墨尔本，澳大利亚前女子曲棍球运动员。她曾代表澳大利亚国家队参加1996年夏季奥林匹克运动会曲棍球比赛，获得一枚金牌。